# Sidemia spilogramma
Sidemia spilogramma is een vlinder uit de familie uilen (Noctuidae). De wetenschappelijke naam is voor het eerst geldig gepubliceerd in 1871 door Rambur.
De soort komt voor in Europa.